# So Far So Good Tour
So Far So Good Tour è  il tour musicale a supporto del greatest hits del cantante rock canadese Bryan Adams pubblicato nel 1993.
Terminato il Waking Up the World Tour con data conclusiva nelle Filippine, il nuovo Tour prende il via dall'Australia, per proseguire per 98 date.
Il tour fa tappa in diverse nazioni, dall'Australia al Giappone al Sudafrica, per poi toccare diverse nazioni in Europa e concludersi negli Stati Uniti d'America, dove in alcune date è da supporto ai Rolling Stones.

## Artisti d'apertura
Nel tour europeo Adams si avvale di alcune band di supporto quali:
- Jeff Healey
- The Pretenders
- Gun
- Jimmy Barnes
- Héroes del Silencio
- Texas

## Date
| Numero | Data     | Luogo                                                      | Nazione       |
| ------ | -------- | ---------------------------------------------------------- | ------------- |
| 1      | 25/01/94 | Entertainment Centre, Perth                                | Australia     |
| 2      | 28/01/94 | Entertainment Centre, Adelaide                             | Australia     |
| 3      | 30/01/94 | Entertainment Centre, Sydney                               | Australia     |
| 4      | 31/01/94 | Entertainment Centre, Sydney                               | Australia     |
| 5      | 02/02/94 | Entertainment Centre, Brisbane                             | Australia     |
| 6      | 04/02/94 | Tennis Centre, Melbourne                                   | Australia     |
| 7      | 05/02/94 | Tennis Centre, Melbourne                                   | Australia     |
| 8      | 06/02/94 | Derwent Centre, Hobart                                     | Australia     |
| 9      | 08/02/94 | Entertainment Centre, Newcastle                            | Australia     |
| 10     | 10/02/94 | Entertainment Centre, Canberra                             | Australia     |
| 11     | 11/02/94 | Benefit Concert, Sydney                                    | Australia     |
| 12     | 12/02/94 | MT Smart Supertop Stadium, Auckland                        | Nuova Zelanda |
| 13     | 13/02/94 | Showbuildings, Wellington                                  | Nuova Zelanda |
| 14     | 16/02/94 | Castle Hall, Osaka                                         | Giappone      |
| 15     | 18/02/94 | Budokan, Tokyo                                             | Giappone      |
| 16     | 19/02/94 | Budokan, Tokyo                                             | Giappone      |
| 17     | 20/02/94 | Budokan, Tokyo                                             | Giappone      |
| 18     | 22/02/94 | Chamshi Olympic Gymnasium, Seul                            | Corea del Sud |
| 19     | 06/03/94 | Madison Square Garden, New York                            | Stati Uniti   |
| 20     | 18/03/94 | Pacific Coliseum, Vancouver                                | Canada        |
| 21     | 19/03/94 | Pacific Coliseum, Vancouver                                | Canada        |
| 22     | 20/03/94 | Pacific Coliseum, Vancouver                                | Canada        |
| 23     | 01/04/94 | Village Green, Durban                                      | Sudafrica     |
| 24     | 03/04/94 | Sun City Superbowl, Bophuthatswana, Johannesburg           | Sudafrica     |
| 25     | 04/04/94 | Sun City Superbowl, Bophuthatswana, Johannesburg           | Sudafrica     |
| 26     | 06/04/94 | Green Point Stadium, Città del Capo                        | Sudafrica     |
| 27     | 08/04/94 | Sun City Superbowl, Bophuthatswana, Johannesburg           | Sudafrica     |
| 28     | 09/04/94 | Sun City Superbowl, Bophuthatswana, Johannesburg           | Sudafrica     |
| 29     | 10/04/94 | Sun City Superbowl, Bophuthatswana, Johannesburg           | Sudafrica     |
| 30     | 14/04/94 | Palasport, Bolzano                                         | Italia        |
| 31     | 15/04/94 | Forum di Assago, Milano                                    | Italia        |
| 32     | 16/04/94 | Palasport, Torino                                          | Italia        |
| 33     | 18/04/94 | Palaverde, Treviso                                         | Italia        |
| 34     | 19/04/94 | Palasport, Firenze                                         | Italia        |
| 35     | 20/04/94 | Palasport Casalecchio di Reno, Bologna                     | Italia        |
| 36     | 22/04/94 | Palasport, Acireale                                        | Italia        |
| 37     | 23/04/94 | Palapartenope, Napoli                                      | Italia        |
| 38     | 25/04/94 | Palaeur, Roma                                              | Italia        |
| 39     | 02/05/94 | Wembley Arena, Londra                                      | Regno Unito   |
| 40     | 03/05/94 | Wembley Arena, Londra                                      | Regno Unito   |
| 41     | 04/05/94 | Wembley Arena, Londra                                      | Regno Unito   |
| 42     | 06/05/94 | Wembley Arena, Londra                                      | Regno Unito   |
| 43     | 07/05/94 | Wembley Arena, Londra                                      | Regno Unito   |
| 44     | 08/05/94 | Wembley Arena, Londra                                      | Regno Unito   |
| 45     | 13/05/94 | Spectrum, Filadelfia                                       | Stati Uniti   |
| 46     | 14/05/94 | Boston Garden, Boston                                      | Stati Uniti   |
| 47     | 15/05/94 | Memorial Auditorium, Buffalo                               | Stati Uniti   |
| 48     | 17/05/94 | Albany                                                     | Stati Uniti   |
| 49     | 18/05/94 | Continental Airlines Arena, Meadowlands, East Rutherford   | Stati Uniti   |
| 50     | 20/05/94 | Civic Arena, Pittsburgh                                    | Stati Uniti   |
| 51     | 21/05/94 | Richfield Coliseum, Cleveland                              | Stati Uniti   |
| 52     | 22/05/94 | Palace of Auburn Hills, Auburn Hills, Detroit              | Stati Uniti   |
| 53     | 24/05/94 | Target Center, Minneapolis                                 | Stati Uniti   |
| 54     | 25/05/94 | Rosemont Horizon, Rosemont                                 | Stati Uniti   |
| 55     | 27/05/94 | Sandstone, Bonner Springs                                  | Stati Uniti   |
| 56     | 28/05/94 | Riverport Amphitheatre, Maryland Heights, Saint Louis      | Stati Uniti   |
| 57     | 01/06/94 | San Jose Arena                                             | Stati Uniti   |
| 58     | 02/06/94 | The Greek Theatre, Los Angeles                             | Stati Uniti   |
| 59     | 03/06/94 | The Greek Theatre, Los Angeles                             | Stati Uniti   |
| 60     | 04/06/94 | American West Arena, Phoenix                               | Stati Uniti   |
| 61     | 22/06/94 | Schwabenhalle, Augusta                                     | Germania      |
| 62     | 24/06/94 | Forest National, Bruxelles                                 | Belgio        |
| 63     | 29/06/94 | Festwiese AM Zentral Stadium, Lipsia                       | Germania      |
| 64     | 01/07/94 | Stadium Weserstadion, Brema                                | Germania      |
| 65     | 02/07/94 | Mungersdorfer Stadion, Colonia                             | Germania      |
| 66     | 03/07/94 | Cannstatter Wasen, Stoccarda                               | Germania      |
| 67     | 06/07/94 | Plaza De Toros Monument, Barcellona                        | Spagna        |
| 68     | 07/07/94 | Vellodromo Anoeta, San Sebastián                           | Spagna        |
| 69     | 08/07/94 | Plaza De Toros Se Las Venteas, Madrid                      | Spagna        |
| 70     | 10/07/94 | Estadio Alvalade, Lisbona                                  | Portogallo    |
| 71     | 15/07/94 | RDS Stadium, Dublino                                       | Irlanda       |
| 72     | 16/07/94 | RDS Stadium, Dublino                                       | Irlanda       |
| 73     | 17/07/94 | Gateshead International Stadium                            | Regno Unito   |
| 74     | 20/07/94 | Palais Omnisport De Bercy, Parigi                          | Francia       |
| 75     | 23/07/94 | St Jakob Stadium, Basilea                                  | Svizzera      |
| 76     | 25/07/94 | Theatre Antique De Vienne, Annecy                          | Francia       |
| 77     | 26/07/94 | Zenith Omega, Tolone                                       | Francia       |
| 78     | 27/07/94 | Arenas De Nîmes, Nîmes                                     | Francia       |
| 79     | 30/07/94 | Goffertpark, Nimega                                        | Paesi Bassi   |
| 80     | 31/07/94 | Kempische Steenweg, Hasselt                                | Belgio        |
| 81     | 03/08/94 | Spektrum, Oslo                                             | Norvegia      |
| 82     | 05/08/94 | Olympic Stadium, Stoccolma                                 | Svezia        |
| 83     | 07/08/94 | Gentofte Stadium, Gentofte, Copenaghen                     | Danimarca     |
| 84     | 11/08/94 | Waldbuhne, Berlino                                         | Germania      |
| 85     | 13/08/94 | Zeppelinfeld, Norimberga                                   | Germania      |
| 86     | 14/08/94 | Trabrennplatz, Salisburgo                                  | Austria       |
| 87     | 13/09/94 | Pavarotti&Friends, Parco Novi Sad, Modena                  | Italia        |
| 88     | 29/09/94 | Toronto                                                    | Canada        |
| 89     | 07/10/94 | Memphis                                                    | Stati Uniti   |
| 90     | 10/10/94 | Louisiana Superdome, New Orleans - (con i Rolling Stones)  | Stati Uniti   |
| 91     | 02/11/94 | Magoffin Auditorium, El Paso                               | Stati Uniti   |
| 92     | 03/11/94 | Sun Bowl, El Paso - (con i Rolling Stones)                 | Stati Uniti   |
| 93     | 05/11/94 | Alamodome, San Antonio - (con i Rolling Stones)            | Stati Uniti   |
| 94     | 10/11/94 | Astrodome, Houston - (con i Rolling Stones)                | Stati Uniti   |
| 95     | 11/11/94 | War Memorial Stadium, Little Rock - (con i Rolling Stones) | Stati Uniti   |
| 96     | 15/11/94 | Georgiadome, Atlanta - (con i Rolling Stones)              | Stati Uniti   |
| 97     | 16/11/94 | Georgiadome, Atlanta - (con i Rolling Stones)              | Stati Uniti   |
| 98     | 18/11/94 | Cotton Bowl, Dallas - (con i Rolling Stones)               | Stati Uniti   |

## Formazione
- Bryan Adams - Cantante, Chitarra ritmica e solista
- Keith Scott - Chitarra solista, Cori
- Mickey Curry - Batteria, Percussioni, Cori
- Tommy Mandel - Pianoforte, Tastiere, Cori
- Dave Taylor - Basso, Cori

## Lista delle canzoni
La Setlist di Bryan Adams al Forum di Assago, Milano, 14 aprile 1994:
- The Wanderer
- House Arrest
- Kids Wanna Rock
- All I Want Is You
- Hey Honey - I'm Packin' You In!
- Can't Stop This Thing We Started
- This Time
- Please Forgive Me
- Touch the Hand
- Cuts Like a Knife
- One Night Love Affair
- Thought I'd Died and Gone to Heaven
- Take Me Back
- It's Only Love
- (Everything I Do) I Do It for You
- Run to You
- When the Night Comes
- There Will Never Be Another Tonight
- C'mon Everybody (cover di Eddie Cochran)
- Shake (cover di Sam Cooke)
- Little Red Rooster(cover versione di Willie Dixon)
- She's Only Happy When She's Dancin
- Summer of '69
- All for Love
- Heaven